# Maria-de-testa-preta
Maria-de-testa-preta (nome científico: Phylloscartes nigrifrons) é uma espécie de ave da família dos tiranídeos. É encontrada na Guiana, Brasil, e Venezuela.